# Saad Zaghlul Pascha
Saad Zaghlul Pascha, född 1859, död 23 augusti 1927 var en egyptisk statsman och landets regeringschef 26 januari–24 november 1924.

## Uppväxt och studier
Zaghlul föddes i byn Ibanya i norra Egypten (idag guvernementet Kafr el-Sheikh) och fick möjlighet till högre utbildning vid Al-Azharuniversitetet i huvudstaden Kairo där han studerade 1873–1880. Han fängslades för sin politiska aktivitet på 1880-talet och började därefter studera juridik och på allvar delta i den kampen mot Storbritanniens ockupation av khedivatet, främst genom att knyta band till olika nationalistgrupper i landet samt med framstående personer i den egyptiska överklassen.

## Politisk karriär

### Kampen för självständighet
Saad Zaghlul var Egyptens utbildningsminister 1906–1909, justitieminister 1910–1912 och vice talman i den lagstiftande församlingen 1913. Han försökte åstadkomma reformer som var acceptabla för både de radikalare nationalisterna och den brittiska ockupationsmakten men till följd av första världskriget nådde relationen med britterna en brytpunkt, missnöjet med ockupationen spred sin från intelligentsian till de lägre klasserna. Bara två dagar efter att vapenstillestånd slöts mellan Tyskland och ententen, den 13 november 1918, reste Zaghlul med en delegation av egyptiska nationalister till Storbritanniens högkommissarie för Egypten, Reginald Wingate, och begärde att britterna skulle upphäva protektoratet över Egypten och Sudan. Britterna vägrade gå med på några krav och den spända situationen i landet eskalerade. Den 8 mars 1919 arresterades fyra framstående nationalister, bland andra Zaghlul pascha, för uppvigling och sändes redan nästa dag i exil på ön Malta. Detta förorsakade studentupplopp runtom i Kairo som snabbt spreds genom hela Egypten, 1919 års egyptiska revolution hade brutit ut. Inom loppet av tre veckor hade brittisk militär dödat över 800 egyptier och bränt ner åtskilliga byar, men i början av april tilläts Zaghlul återvända. Den nationalistiska rörelsen som från början var heterogen och löst sammanhållen hade som reaktion på den brittiska politiken enats och börjat organisera sig som ett politiskt parti; under Saad Zaghluls ledning bildades det nationalistiska och högerliberala Wafdpartiet.
Nationalisterna förberedde omedelbart en resa till den pågående fredskonferensen i Paris, men väl där ignorerades delegationen helt av de europeiska stormakterna och bjöds inte ens in för att få tala. Efter sex månader i Paris hade inga framsteg gjorts och delegationen återvände, men Zaghlul fortsatte att agitera mot protektoratet och i juli 1921 arresterades han återigen. Britterna sände honom i exil till Aden, senare till Seychellerna och i september 1922 till Gibraltar där hans hälsa började försämras. Under tiden i exil hade den brittiska regeringen redan erkänt Kungariket Egypten som en självständig nation och han släpptes fri på våren 1923.

### Mandatperiod som premiärminister

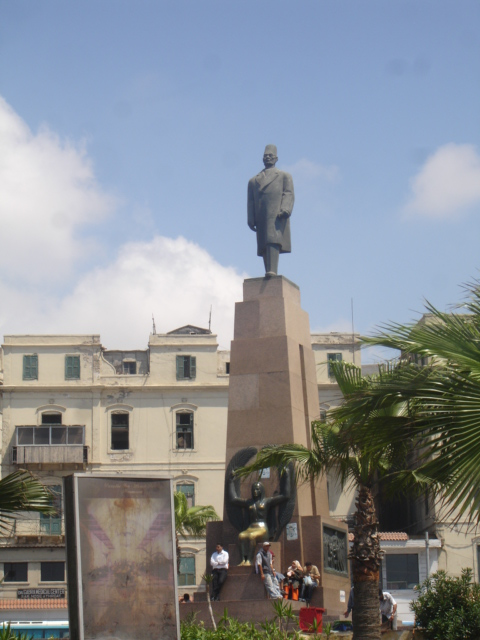
Staty av Saad Zaghlul i Alexandria. Fotografi från 2006.

Vid sin återvändo hyllades Zaghlul som en hjälte och i parlamentsvalet i januari 1924 vann hans nationalistiska parti Wafd en överlägsen seger. Han tillträdde som den fjärde premiärministern i Konungariket Egypten sedan självständigheten 1922 men hans mandatperiod blev kortlivad. Trots den formella självständigheten fortsatte Egypten att i realiteten fungera som en brittisk lydstat och Wafdpartiets politik möttes med samma fientlighet som tidigare. Zaghlul fortsatte att kräva att Storbritannien skulle ge Egypten verkligt oberoende; förhandlingar fördes under sommaren 1924 med den brittiske premiärministern Ramsay MacDonald som dock kategoriskt avfärdade alla krav på full självständighet. MacDonald menade att britterna aldrig kunde tillåtas avstå kontrollen över den för Brittiska imperiet strategiskt viktiga Suezkanalen.
Efter att generalguvernören av Sudan Lee Stack mördades under en bilfärd genom Kairo i november 1924 krävde den brittiska regeringen stora eftergifter från Egypten. Politiska påtryckningar ledde till Zaghlul paschas avgång från premiärministerposten men han blev istället talman i den lagstiftande församlingen. Han besatt talmansämbetet ända till sin död tre år senare, den 23 augusti 1927.

## Familj
Saad Zaghluls hustru Safiya Zaghlul, dotter till premiärministern Mustafa Fahmi Pasha, var en av Egyptens tidigaste feminister och hade en ledarroll i det nationalliberala Wafdpartiet och ledde även dess kvinnoavdelning.

### Fotnoter
1. ↑  Reinhard Schulze. „Saʿd b. Ibrāhīm Zaghlūl“ i The Encyclopaedia of Islam. New Edition, band VIII, s. 698a-701a.
2. ↑  John Marlowe. Saʿd Zaghlūl, Encyclopædia Britannica, Online Edition
3. 1 2 3  Sania Sharawi Lanfranchi (2014). Casting off the Veil: The Life of Huda Shaarawi, Egypt's First Feminist, I.B.Tauris, s.61-62, 68-69
4. ↑  Schulze, Reinhard (2002). A Modern History of the Islamic World. I.B.Tauris. sid. 54. ISBN 9781860648229. http://books.google.com/books?id=ODfRbCkr9TAC. Läst 7 mars 2015
5. ↑  (1926). A Catalogue of Paris Peace Conference Delegation Propaganda in the Hoover War Library, Stanford University Press, s.10
6. 1 2  James Stuart Olson, Robert Shadle (1996). Historical Dictionary of the British Empire, Volym 2, Greenwood Publishing Group, s.1181-1182